# Julius Zupitza
Julius Zupitza (4 janvier 1844 à Kerpen, arrondissement de Neustadt-en-Haute-Silésie - 6 juillet 1895 à Berlin) est un philologue allemand et l'un des fondateurs de la philologie anglaise en royaume de Prusse.

## Biographie
Zupitza est le fils du major Andreas Zupitza et de sa femme, Adelheid, née Albrecht. Il fait ses études au Gymnasium à Oppeln.
Zupitza étudie la philologie classique, germanique et romane et le sanskrit à l'Université de Breslau et à l'Université de Berlin, travaillant avec Friedrich Pfeiffer, Ottomar Behnsch, Heinrich Rückert, Karl Müllenhoff, August Böckh et Moriz Haupt. Il obtient son doctorat en 1865 à Berlin et son diplôme postdoctoral (habilitation) en 1869 à Breslau. Après un bref passage à l'Université de Vienne dans le domaine des langues germaniques du Nord, il est nommé premier professeur et titulaire de la chaire de philologie anglaise à la prestigieuse université de Berlin. Il reste dans cette position jusqu'à sa mort d'un accident vasculaire cérébral en 1895. En 1893, il reçoit un doctorat honorifique de l'université de Cambridge.

## Publications
- Einführung in das Studium des mittelhochdeutschen. Zum Selbstunterricht für jeden gebildeten (Oppeln, 1868) ( GB )
- Zur Literaturgeschichte des Guy von Warwick (Wien, 1873) ( GB )
- Ed., The Romance of Guy of Warwick. The second or 15th-century Version (1875–1876)
- Ed., General Prologue to the Canterbury Tales (1882).
- Éd., Beowulf. Autotypes of the unique Cotton MS. Vitellius A XV in the British Museum (Londres : Trübner, 1882).
- Ed., Cynewulfs Elene mit einem Glossar (1877)[3].
- Ed., Ælfrics Grammatik und Glossar (1880).
- Ed., Guy of Warwick (1883)[4].
- Ed., The Pardoner's Prologue and Tale (1890).